# Hellboy (Lil Peep)
(Matthew Strauss, Pitchfork)
Hellboy, stilizzato HELLBOY, è il quarto mixtape del rapper statunitense Lil Peep, pubblicato il 25 settembre 2016 dalla AWAL. Anche se l'album fu pubblicato mesi dopo che Peep firmò per la società First Access Entertainment, Hellboy è stato autoprodotto. Dal mixtape è stato estratto un solo singolo intitolato Girls, pubblicato il 1º gennaio 2016.
Dopo la morte di Peep nel novembre 2017 a causa di un sovradosaggio, un articolo di Billboard riguardo al rapper menzionava Girls come una delle migliori sette opere del rapper.
Il 21 settembre 2020 è stato annunciato che Hellboy sarebbe stato ripubblicato per il suo quarto anniversario, annunciando i preordini del mixtape, il 25 settembre dello stesso anno. L'album è stato ripubblicato con la traccia Drive-By (in collaborazione con Xavier Wulf) riprodotta con l'aiuto di Kyle Dixon e Michael Stein a causa di problemi di autorizzazione col campione.

## Antefatti
Appena stabiliti in un loft al 443 South San Pedro Street di Skid Row a Los Angeles e dopo il successo inaspettato del suo precedente mixtape Crybaby, Lil Peep e altri produttori cominciarono a campionare vecchie band emo come i Bright Eyes, Modest Mouse e Aphex Twin, secondo le loro preferenze. Come per il suo predecessore, Hellboy è stato realizzato con l'utilizzo del software GarageBand presente sul laptop di Peep. La concezione di Peep per il nuovo album prese forma attorno a Hellboy del fumettista Mike Mignola, immedesimandosi nel personaggio fin da quando era piccolo. Secondo il produttore Smokeasac "le persone lo avrebbero giudicato dal modo in cui appariva, quando in realtà voleva solo aiutarle".
La produzione dell'album è cominciata con la creazione del brano Gucci Mane il 31 luglio, circa una settimana prima che i produttori Nedarb e LeDerrick e il rapper Lil Tracy si trasferissero nel loft. Nel corso di agosto, Peep ha creato sei tracce: Drive-By, OMFG, Red Drop Shawty, Fucked Up e Cobain. Durante il periodo in cui viveva nel loft, il rapper è stato perseguito per firmare un "accordo" (che ha firmato l'11 agosto) cosa che lo portò a trasferirsi verso fine mese al Fairbanks Pl di Echo Park, a Los Angeles.
Il 30 agosto 2016, Lil Peep ha annunciato l'uscita dell'album Hellboy sul suo profilo Twitter, rivelando la tracklist temporanea formata da otto tracce (di cui sette sono rimaste nel progetto finale e due reintitolate) e i produttori.
Tra il 4 e il 21 settembre 2016, nel suo nuovo appartamento, Peep ha realizzato i brani Nose Ring, The Song They Played [When I Crashed Into The Wall], Interlude (originariamente intitolata Gucci Shoes sul suo laptop), Walk Away As The Door Slams, The Last Thing I Wanna Do e We Think Too Much. Il 24 settembre, il rapper ha aggiornato la tracklist e il giorno dopo, Peep ha pubblicato il mixtape su SoundCloud.
Il brano Honestly in collaborazione con Horse Head, presente nella prima bozza della tracklist, è stato rimosso dal progetto ed è stato successivamente rilasciato come singolo su tutte le piattaforme streaming il 14 dicembre 2016.
La copertina dell'album mostra Lil Peep in piedi, guardando a terra, mentre indossa una maglia da hockey del New Jersey Devils. È stato fotografato da Miller Rodríguez.

## Musica e testi
I temi dei testi delle canzoni si concentrano sulla depressione, l'incoscienza, il rimpianto, il dolore, la morte e l'utilizzo di sostanze stupefacenti. Hellboy si caratterizza da temi estremi e ovvi e i suoi testi possono essere definiti a grandi linee; tuttavia sono presenti testi che invitano l'ascoltatore nella psiche di Lil Peep, senza però poter arrivare a comprenderla.
Lo splendore di Hellboy arriva da come Peep giustappone i suoi desideri con la sua realtà. Il mixtape esiste in uno stato costante di flusso tra l'essere Peep e la sua vera identità. La linea di fondo nella confusione di Hellboy rivela dolore quando Peep dichiara intorpidimento, e gioia quando afferma tedio.

## Promozione
Il 1º gennaio 2016, Lil Peep pubblicò su iTunes il singolo Girls, in collaborazione col rapper Horse Head. Il 4 gennaio 2017 è stato caricato il videoclip ufficiale del brano.

## Tracce
1. Hellboy – 2:57 (testo: Gustav Åhr, Aaron Gillespie, Christopher Dudley, Cody Littlefield, Dylan Mullen, Grant Brandell, James Smith, Timothy McTague, William Chamberlain – musica: Smokeasac, Yung Cortex)
2. Drive-By (feat. Xavier Wulf) – 2:57 (testo: Gustav Åhr, Braden Morgan, Kyle Dixon, Michael Stein, Xavier Beard – musica: Kyle Dixon, Michael Stein, Nedarb)
3. OMFG – 3:17 (testo: Gustav Åhr, Braden Morgan, Philip Elvrum – musica: Nedarb)
4. The Song They Played (When I Crashed Into The Wall) (feat. Lil Tracy) – 2:15 (testo: Gustav Åhr, Dylan Mullen, Jazz Butler, Tom DeLonge – musica: Smokeasac)
5. Fucked Up – 2:36 (testo: Gustav Åhr, Christopher Thorne, Akihiro Shiba, Kashikura Takashi, Mino Takashi, Yamane Satoshi, Yamazaki Hirokazu – musica: Horse Head)
6. Cobain (feat. Lil Tracy) – 2:30 (testo: Gustav Åhr, Dylan Mullen, Jazz Butler, Mike Kinsella – musica: Smokeasac)
7. Gucci Mane – 2:18 (testo: Gustav Åhr, Charlie Shuffler, Martin Minor – musica: Charlie Shuffler)
8. Interlude – 3:22 (testo: Gustav Åhr, Eric Judy, Isaac Brock, Jeremiah Green, Nicholas Brobak – musica: Nick Brobak)
9. Worlds Away – 2:07 (testo: Gustav Åhr, Christopher Thorne, Conor Oberst – musica: Horse Head)
10. Red Drop Shawty (feat. KirbLaGoop) – 2:45 (testo: Gustav Åhr, Charlie Shuffler, Martin Minor, Ryan Kirby – musica: Charlie Shuffler)
11. Girls (feat. Horse Head) – 4:00 (testo: Gustav Åhr, Christopher Thorne, McKinley Leon – musica: Dirty Vans)
12. Nose Ring – 2:53 (testo: Gustav Åhr, Benjamin Perri, Brian Deneeve, Cian Patterson, Francis Mark, Michael Pilato, Scott Gross – musica: Cian P)
13. We Think Too Much – 3:18 (testo: Gustav Åhr, Braden Morgan, Richard James – musica: Nedarb)
14. The Last Thing I Wanna Do – 2:27 (testo: Gustav Åhr, Dylan Mullen, Kelen Capener, Kevin Geye, Parker Cannon, Ryan Torf, William Levy – musica: Smokeasac)
15. Walk Away As The Door Slams (feat. Lil Tracy) – 2:40 (testo: Gustav Åhr, Cody Littlefield Jazz Butler, Mark Hoppus, Travis Barker – musica: Yung Cortex)
16. Move On, Be Strong – 2:01 (testo: Gustav Åhr, Brian Haner, Cody Littlefield, Dylan Mullen, James Sullivan, Matthew Sanders, Zachary Baker – musica: Smokeasac, Yung Cortex)

## Formazione

### Musicisti
- Lil Peep – voce, testi
- Xavier Wulf – voce, testi
- Lil Tracy – voce, testi
- KirbLaGoop – voce, testi
- Horse Head – voce, testi, produzione

#### Altri musicisti
- Aaron Gillespie – testi, batteria
- Akihiro Shiba – testi, ingegnere mastering
- Benjamin Perri – testi
- Brian Deneeve – testi, chitarra
- Christopher Dudley – testi, tastiera
- Conor Oberst – testi, chitarra
- Eric Judy – testi, basso
- Francis Mark – testi, batteria
- Grant Brandell – testi, basso
- Isaac Brock – testi, chitarra
- James Smith – testi, chitarra ritmica
- James Sullivan – testi,
- Jeremiah Green – testi, batteria
- Kashikura Takashi – testi, batteria
- Kelen Capener – testi, basso
- Kevin Geye – testi, chitarra
- Mark Hoppus – testi, basso
- Matthew Sanders – testi
- Mike Pilato – testi, basso
- Mino Takashi – chitarra
- Minor2go – testi
- Owen – testi
- Parker Cannon – testi
- Phil Elverum – testi
- Richard James – testi
- Ryan Torf – testi, batteria
- Scott Gross – testi, chitarra ritmica
- Spencer Chamberlain – testi
- Synyster Gates – testi, chitarra
- The Rev – testi, batteria
- Timothy McTague – testi, chitarra solista
- Tom DeLonge – testi, chitarra
- Travis Barker – testi, batteria
- Will Levy – testi, chitarra ritmica
- Yamane Satoshi – testi, basso
- Yamazaki Hirokazu – testi, chitarra
- Zacky Vengeance – testi, chitarra

### Produzione
- Nick Brobak – testi, produzione
- Charlie Shuffler – testi, produzione
- Cian P – testi, produzione
- Dirty Vans – testi, produzione
- Kyle Dixon – testi, produzione
- Michael Stein – testi, produzione
- Nedarb – testi, produzione
- Smokeasac – testi, produzione
- Yung Cortex – testi, produzione

## Successo commerciale
In un articolo del The New Yorker sull'emergere del "sad rap", il brano OMFG è stato descritto come "straordinario nel suo mixtape [Hellboy]".